# Altweiher
Altweiher ist ein zum Abtsgmünder Ortsteil Pommertsweiler gehörender Einzelhof im Ostalbkreis in Baden-Württemberg.

## Beschreibung
Der Hof liegt etwa 5,5 Kilometer nordnordwestlich von Abtsgmünd und einen Kilometer nordwestlich von Pommertsweiler.

## Geschichte
Der Hof wurde von den Herren von Vohenstein durch eine Abspaltung vom circa 650 Meter nordwestlich liegenden Wildenhof gegründet. Der namensgebende Weiher, der unmittelbar neben dem Hof lag, wurde 1839 ausgetrocknet und in eine Wiese verwandelt.